# Mačevanje na OI 2016.
Mačevanje na OI 2016. u Rio de Janeiru održalo se od 6. do 14. kolovoza u Carioca Areni 3. Natjecalo se 212 mačevalaca u 10 kategorija. 
Slično kao i na igrama 2008. i 2012. godine, Međunarodna mačevalačka organizacija održava format od deset događaja i rotacijski sustav, tako na ovim igrama nije bilo ekipnih natjecanja u muškoj sablji i ženskom floretu.

## Osvajači odličja

### Muškarci
| Kategorija    | Zlato                                                                      | Srebro                                                                      | Bronca                                                                    |
| Mač           | Park Sang-young Južna Koreja                                               | Géza Imre Mađarska                                                          | Gauthier Grumier Francuska                                                |
| Mač ekipno    | Francuska Gauthier Grumier Yannick Borel Daniel Jérent Jean-Michel Lucenay | Italija Enrico Garozzo Marco Fichera Paolo Pizzo Andrea Santarelli          | Mađarska Gábor Boczkó Géza Imre András Rédli Péter Somfai                 |
| Floret        | Daniele Garozzo Italija                                                    | Alexander Massialas SAD                                                     | Timur Safin Rusija                                                        |
| Floret ekipno | Rusija Timur Safin Artur Akhmatkhuzin Aleksey Cheremisinov                 | Francuska Jérémy Cadot Enzo Lefort Erwan Le Péchoux Jean-Paul Tony Helissey | SAD Miles Chamley-Watson Race Imboden Alexander Massialas Gerek Meinhardt |
| Sablja        | Áron Szilágyi Mađarska                                                     | Daryl Homer SAD                                                             | Kim Jung-hwan Južna Koreja                                                |

### Žene
| Kategorija    | Zlato                                                                   | Srebro                                                                | Bronca                                                                 |
| Mač           | Emese Szász Mađarska                                                    | Rossella Fiamingo Italija                                             | Sun Yiwen NR Kina                                                      |
| Mač ekipno    | Rumunjska Loredana Dinu Simona Gherman Simona Pop Ana Maria Popescu     | NR Kina Hao Jialu Sun Yiwen Sun Yujie Xu Anqi                         | Rusija Olga Kochneva Violetta Kolobova Tatiana Logunova Lyubov Shutova |
| Floret        | Inna Deriglazova Rusija                                                 | Elisa Di Francisca Italija                                            | Inès Boubakri Tunis                                                    |
| Sablja        | Jana Egorian Rusija                                                     | Sof'ja Velikaja Rusija                                                | Ol'ha Charlan Ukrajina                                                 |
| Sablja ekipno | Rusija Sofia Velikaya Yana Egorian Ekaterina Dyachenko Yuliya Gavrilova | Ukrajina Olha Kharlan Olena Kravatska Alina Komashchuk Olena Voronina | SAD Monica Aksamit Ibtihaj Muhammad Dagmara Wozniak Mariel Zagunis     |

## Vanjske poveznice
- Međunarodna mačevalačka organizacija